# Baker & Elberg Electric
Baker & Elberg Electric war ein US-amerikanischer Automobilhersteller.

## Beschreibung
Das von H. C. Baker und J. R. Elberg in Kansas City (Missouri) gegründete Unternehmen baute 1894 ein Runabout mit Elektroantrieb. Es handelte sich um ein unspektakuläres Auto mit minimaler, hoch liegender Karosserie, Elliptik-Querblattfedern, Speichenrädern aus Holz mit Vollgummibereifung und senkrecht stehender Lenksäule mit Lenkhebel. Die Kraft wurde über Ketten auf die Hinterräder übertragen. Die Erbauer verkauften das Fahrzeug im folgenden Jahr an einen texanischen Banker namens Stone. Dieser ließ es nach New York bringen, wo es von den Elektroingenieuren J. A. Barrett und A. Frank Perret nach Stones Wünschen überarbeitet wurde. Damit ist der Baker & Elberg Electric eines der frühesten Beispiele für ein nachträglich getuntes Fahrzeug mit nicht vom Hersteller vorgenommenen oder autorisierten Änderungen.
J. R. Elberg betätigte sich danach als Autohändler und führte die Holcker-Elberg Company als Niederlassung für Peerless-Automobile und Federal-Nutzfahrzeuge. Die Holcker-Elberg Manufacturing Company stellte Karosserien und Bestattungsfahrzeuge her.
Es besteht keine Verbindung zur Baker Motor Vehicle Company, Hersteller des bekannten Baker Electric von 1900 bis 1916.